# Derambila strigicosta
Derambila strigicosta là một loài bướm đêm trong họ Geometridae.